# Akysis hendricksoni
Akysis hendricksoni — вид риб з роду Akysis родини Akysidae ряду сомоподібні. Названо на честь Дж. Р. Гендріксона.

## Опис
Загальна довжина сягає 4,9 см. Голова велика, помірно широка, сплощена зверху. Профіль голови овальний. Очі невеличкі, відстань між ними становить 43—64 % довжини голови. Ніздрі доволі широкі. Є 4 пари помірно довгі вусів. Тулуб подовжений. Скелет складається з 31—34 хребців. У спинному плавці є 6—7 м'яких променів, в анальному — 8—10. Грудні плавці широкі. На задньому краї шипів грудних плавців є 4—6 опуклостей. У самців коротші і близько посаджені черевні плавники і опуклий статевий сосочок. Жировий плавець маленький. Хвостовий плавець глибоко виїмчастий.
Загальний фон бежевий. Голова і передня частина тулуба, яка практично до кінця спинного плавника, майже чорна. Далі йде широка смуга, яка охоплює жировий плавець. На хвостовому стеблі, не доходячи основи хвостового плавця, присутня ромбоподібна пляма. Половина хвостового плавця є коричневою.

## Спосіб життя
Є демерсальною рибою. Зустрічається в невеликих річках і струмках з помірною течією та піщано-кам'янистим дном. Тримається також заводей з майже стоячою водою, де рясно ростуть рослини на невеликих ділянках (переважно криптокоріна). Там, де зустрічається цей сом біля берегів має багато органіки у вигляді затонулих листя і гілок. Вдень заривається у ґрунт або ховається під камінням. Активні вночі. Живляться донними безхребетними.
Нерест груповий: 1 самиця і декілька самців, над кам'янистим ґрунтом. Інкубаційний період триває 4 доби.

## Розповсюдження
Мешкає на території Малаккського півострова в Малайзії та Таїланді.